# 제20회 골든 래즈베리상
제20회 골든 래즈베리상은 1999년 영화를 대상으로 2000년 3월에 열린 시상식이다. 헐리우드 루즈벨트호텔에서 개최되었다.

## 수상 및 후보

### 최악의 작품상
- 와일드 와일드 웨스트 수상
- 빅 대디
- 블레어 윗치
- 더 헌팅
- 스타 워즈 에피소드 1 - 보이지 않는 위험

### 최악의 남우주연상
- 빅 대디 - 아담 샌들러 수상
- 사랑을 위하여 - 케빈 코스트너
- 병 속에 담긴 편지 - 케빈 코스트너
- 와일드 와일드 웨스트 - 케빈 클라인
- 엔드 오브 데이즈 - 아놀드 슈왈제네거
- 바이센테니얼 맨 - 로빈 윌리엄스
- 제이콥의 거짓말 - 로빈 윌리엄스

### 최악의 여우주연상
- 블레어 윗치 - 헤더 도나휴 수상
- 크레이지 인 알라바마 - 멜라니 그리피스
- 잔 다르크 - 밀라 요보비치
- 글로리아 - 샤론 스톤
- 엔트랩먼트 - 캐서린 제타-존스
- 더 헌팅 - 캐서린 제타-존스

### 최악의 남우조연상
- 스타 워즈 에피소드 1 - 보이지 않는 위험 - Jar-Jar Binks 수상
- 와일드 와일드 웨스트 - 케네스 브래너
- 스티그마타 - 가브리엘 번
- 엔드 오브 데이즈 - 가브리엘 번
- 스타 워즈 에피소드 1 - 보이지 않는 위험 - 제이크 로이드
- 빅 대디 - 롭 슈나이더

### 최악의 여우조연상
- 007 제19탄 - 언리미티드 - 데니스 리차드 수상
- 스타 워즈 에피소드 1 - 보이지 않는 위험 - 소피아 코폴라
- 도그마 - 셀마 헤이엑
- 와일드 와일드 웨스트 - 셀마 헤이엑
- 와일드 와일드 웨스트 - 케빈 클라인
- 사랑하고 싶은 그녀 - 줄리엣 루이스

### 최악의 감독상
- 와일드 와일드 웨스트 - 베리 소넨필드 수상
- 더 헌팅 - 쟝 드봉
- 빅 대디 - 데니스 듀간
- 엔드 오브 데이즈 - 피터 하이암스
- 스타 워즈 에피소드 1 - 보이지 않는 위험 - 조지 루카스

### 최악의 각본상
- 와일드 와일드 웨스트 수상
- 빅 대디
- 더 헌팅
- 비트 시티
- 스타 워즈 에피소드 1 - 보이지 않는 위험

### 최악의 주제가상
- 와일드 와일드 웨스트 수상

### 최악의 커플상
- 와일드 와일드 웨스트 - 케빈 클라인 & 윌 스미스 수상
- 007 제19탄 - 언리미티드 - 피어스 브로스넌 & 데니스 리차드
- 엔트랩먼트 - 숀 코네리 & 캐서린 제타-존스
- 스타 워즈 에피소드 1 - 보이지 않는 위험 - 제이크 로이드 & 나탈리 포트만
- 더 헌팅 - 릴리 테일러 & 캐서린 제타-존스

### 20세기 최악의 남우주연상
- 실베스타 스탤론 수상
- 케빈 코스트너
- 윌리암 샤트너
- 폴리 쇼어
- Prince

### 20세기 최악의 여우주연상
- 마돈나 수상
- 엘리자베스 버클리
- 보 데렉
- 브룩 쉴즈
- 피아 자도라

### 10년간 최악의 작품상
- 쇼걸 수상
- 알란 스미시 영화
- 허드슨 호크
- 포스트맨
- 스트립티즈

### 10년간 최악의 신인상
- 폴리 쇼어 수상
- 엘리자베스 버클리
- Jar-Jar Binks
- 소피아 코폴라
- 데니스 로드맨

## 같이 보기
- 제72회 아카데미상
- 제53회 영국 아카데미 영화상
- 제57회 골든 글로브상
- 제6회 미국 배우 조합상